# Guilherme II de Verona
Guilherme II de Verona (em italiano: Guglielmo II da Verona; m. 1273/1275) foi um nobre lombardo da Triarquia do Negroponte (Eubeia), considerado por historiadores mais antigos como um trierarca e marechal do Principado da Acaia na Grécia franca.

## Vida
Guilherme II foi o segundo filho de Guilherme I, o governante do terço sul ("triarquia") da Eubeia. Segundo historiadores mais antigos com base em K. Hopf, ele sucedeu seu pai nesta posição após a morte dele em 1263/1266. Pensou-se também que ele tornou-se barão de Passavante e marechal no Principado da Acaia com base num casamento hipotético com Margarida, pois ele foi inapropriadamente mencionado como "marechal" na História da România de Marino Sanudo. Estas visões foram confrontadas por R-J Loenertz na década de 60.
Guilherme casou-se com Catarina, uma sobrinha do príncipe da Acaia Guilherme II de Vilearduin, com que não teve filhos. Guilherme foi morte na batalha de Demétrias, que ocorreu em 1273 ou em 1275, na qual os latinos confrontaram uma frota bizantina liderada por Aleixo Ducas Filantropeno e João Paleólogo, irmão do imperador bizantino Miguel VIII Paleólogo (r. 1259–1282).